# 2783 Chernyshevskij
2783 Chernyshevskij este un asteroid din centura principală, descoperit pe 14 septembrie 1974 de Nikolai Cernîh.